# صنبار
صَنْبَار (الاسم العلمي: Arhopalus)، جنس حشرات خنفسية من فصيلة خنافس طويلة القرون. أنواعه خمسة.